# 제임스 프레스콧 줄
제임스 프레스콧 줄(영어: James Prescott Joule IPA: [dʒeɪmz ˈprɛskət dʒuːl], FRS, 1818년 12월 24일 ~ 1889년 10월 11일)은 잉글랜드의 물리학자이자 양조업자이다. 에너지 보존 법칙의 발견자 중 하나이다.
맨체스터 인근 설포드에서 대를 이어 양조업을 하는 가문에서 태어났다. 16세 때부터 수년간, 화학자 존 돌턴에게 배웠으나 그밖에는 독학하였다. 20세부터 집에서 실험연구를 시작, 전기에 의한 동력의 능률 문제를 통하여 전류의 발열 작용에 관한 법칙(줄의 법칙)을 발견하였다(1840). 그로부터 열과 일과의 관계를 깊이 연구하였고, 열의 일당량을 측정하는 실험을 면밀하게 또 여러 가지 방법으로 실행하여(1843~1849), 에너지 보존 법칙의 확립에 큰 기여를 하였다. 그러나, 그 업적이 세상에 알려지게 된 것은 1847년 학회에서 윌리엄 톰슨이 줄의 발표에 대하여 흥미를 보인 데서부터였다. 두 사람은 그 후 오래도록 협력하여 연구를 진전시켰다. 공동 성과 중에는 줄-톰슨 효과의 발견(논문은 1852년)이 유명하다.

## 성장기 (유년 및 청년기)

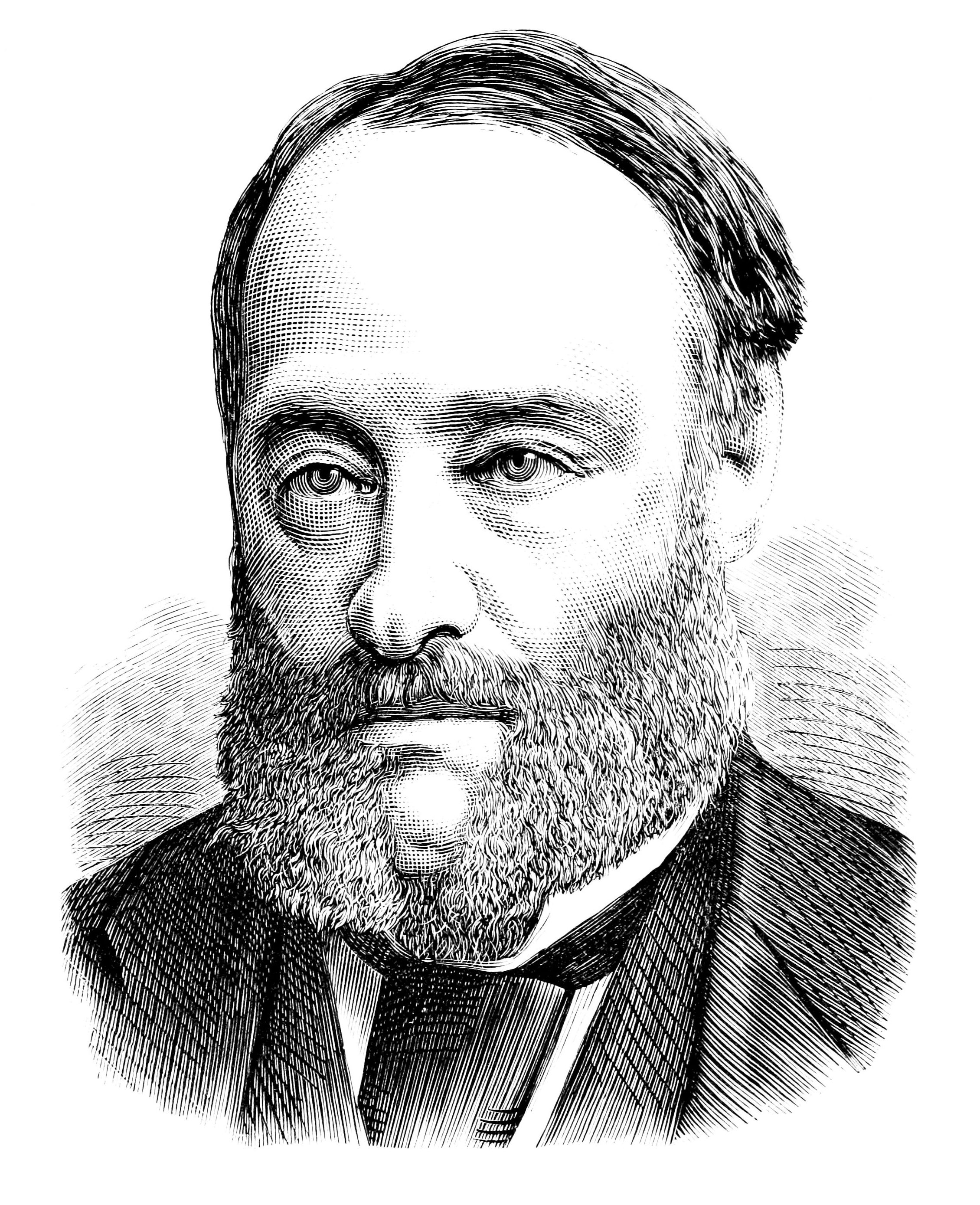
1892 illustration of Joule

제임스 프레스콧 줄은 1818년 12월 24일 샐퍼드, 뉴베일리 거리에서 부유한 양조업자인 벤자민 줄의 아들로 태어났다. 줄은 어렸을 때 형과 함께 존 돌턴에게 개인 교습을 받았다. 줄은 2년 동안 당시 68세였던 돌턴으로부터 산술과 기하학에 대해 배웠고, 돌턴이 병에 들자 개인교습을 그만두게 되었다. 그러나 줄은 돌턴이 사망하기 전까지 가끔 돌턴을 만났고, 그의 영향으로 화학자 윌리엄 헨리와 공학자 피터 이어트, 이튼 호킹스를 만났다. 돌턴 이후에는 존 데이비스에게 개인교습을 받았다.
줄의 연구는 전자기에 관한 연구로부터 시작되었다. 줄은 아버지가 양조장을 팔기 전에 양조장에서 매니저 일을 했었는데, 그는 양조장의 증기 엔진을 새로운 전기모터로 바꾸는 것에 대한 가능성을 조사하고 연구했다. 그는 증기 기관보다 좋은 효율을 가진 전기모터를 만들고 싶어 했지만 성공하지 못했다. 그리고 그의 전기에 관한 첫 논문은 1838년 존 데이비스의 동료인 윌리엄 스터전이 만든 '전기 연보' 학술지에 기고하게 되었다. 그는 1840년 실험을 통해 전류의 발열 작용에 대한 줄의 법칙을 발견하였다. 뿐만 아니라 줄은 에피누스로부터 영향을 받아 전기와 자기 현상을 '열이 발생하는 에테르에 둘러싸인 원자의 개념'으로 설명하려고 노력하였다.
그는 1파운드의 석탄의 증기기관이 그로브 전지에서 사용되는 1파운드의 아연보다 5백의 효율을 가진다는 것을 알게 되었다. 줄의 관심은 재정적인 문제가 아니라 주어진 자원으로부터 얼마나 많은 일을 할 수 있는가로 바뀌었으며, 그 과정에서 그는 에너지의 변환에 대하여 생각하게 되었다. 줄은 1843년에 그가 1841년에 실험하여 얻은 결과 즉, 열의 발생이 장치의 다른 부분에서 온 것이 아니라 도체로부터 발생된 열이라는 것을 측정한 열의 효과에 대한 결과를 출판하였다. 이것은 열은 생성되거나 사라지지 않는다는 열소설에 관한 직접적인 도전이었다. 열소설은 열이 열소라는 물질로 이루어져있다는 가설인데, 이는 앙투안 라부아지에가 소개했던 주장으로 당시 과학계에서 당연하게 받아들여지고 있었다. 라부아지에의 명성에 지배되던 이 주장은 공학계에서 일하던 어린 줄에게 힘든 길을 걷게 한 요소이기도 했다.

## 열의 역학적 일당량
1845년의 줄의 논문에서 그는 이렇게 말하였다.
“ ...(생략) 전자기 기계를 돌리면서 방출된 역학적 힘은 유도 전류가 코일을 따라 흐르면서 열로 전환된다. 또한, 기계의 동력은 배터리 내에서 일어나는 화학 반응에 의해 생기는 열에 의해서 생겨난다.＂

## 1845년 줄의 열기관

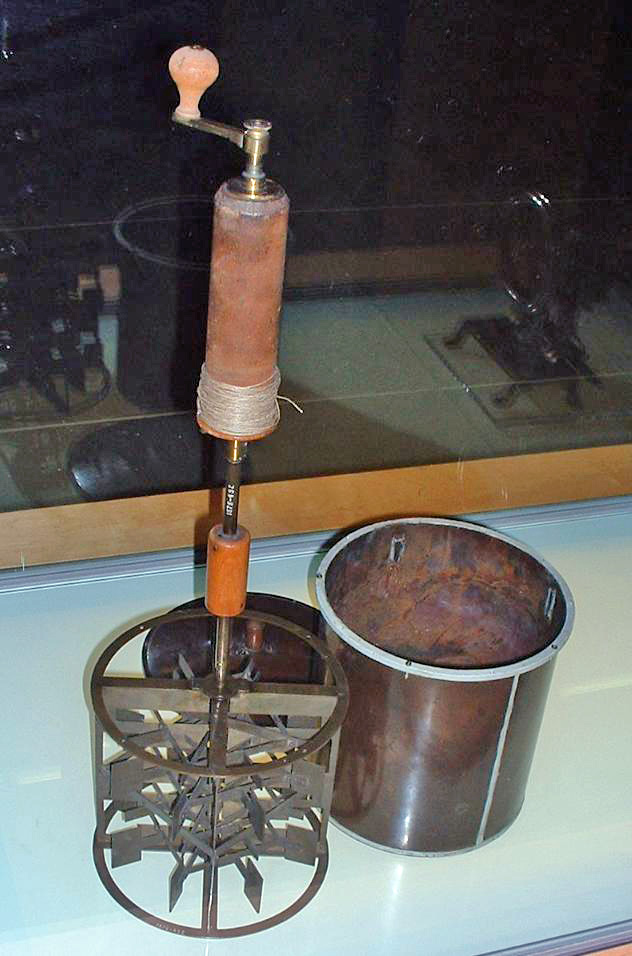
1845년 줄의 열기관

줄은 여기에서 일의 능력을 의미하는 활력이라는 말을 적용시켰다. 이는 아마 호지킨슨이 1844년 4월에 이어트가 맨체스터 문학철학회에서 발표한 On the measure of moving force 에 대한 review 논문을 읽었기 때문일 것이다.
줄의 추가 연구들과 측정들은 1파운드의 물을 1화씨온도 올리는 데 필요한 열의 양인 838 ft·lbf의 열의 일당량을 근사하도록 이끌었다. 그는 그 결과를 1843년 코크에서 비밀리에 이루어진 영국 과학진흥협회 화학분야에서 발표하였다. 줄은 일이 열로 전환되는 과정에 관한 역학적 증명을 찾기 시작했다. 구멍 난 실린더를 통해 물에 힘을 가함으로써 그는 유체가 가지는 약간의 점성가열을 측정할 수 있었다. 이로 그는 770 ft·lbf/Btu (4.14 J/cal)라는 열의 일당량을 얻었다. 줄은 순수하게전기적, 역학적으로 얻어진 이 값들이 일이 열로 변하는 현상의 근거라고 생각했다.
다음으로 줄은 기체를 압축시키는 일에 따라 생기는 열을 측정하였다. 여기서 그는 823 ft·lbf/Btu (4.43 J/cal)라는 열의 일당량을 얻었다. 여러모로 이 실험은 줄을 비판하는 사람들에게는 줄을 공격할 수 있는 가장 큰 타겟이 되었지만 줄은 이 실험으로 앞서 있었던 여러 연구들의 결점을 없앨 수 있었다. 그러나 논문은 왕립 학회에서 거절되었고 필로소피컬 매거진에 출판된 것에 만족해야만 했다.
| “ | 논문에서 그는 카르노와 에밀의 열량에 대한 추론에 대해 바로 거절하였으나 그의 신학적 동기는 이로 분명해졌다. : ‘나는 이 이론을 이렇게 생각합니다....... 이 이론이 활력이 장치의 부적적한 처리에 의해 파괴 될 수 있다는 결론에 이르게 하기 때문에 인정되어 왔던 원칙들에 위배된다고 생각합니다. 따라서 클라페롱씨는 1000 °C에서 2000 °C 사이의 불은 온도가 보일러보다 높다는, 보일러의 용광로로부터 온 열의 통로에서 활력의 엄청난 손실이 있다는 생각을 하시는 것 같습니다. 창조주의 소유물들을 파괴할 수 있는 힘이 어느 이론에 적용되거나 대입이 될 때 힘이 소멸되는 것을 믿는 것은 필연적으로 잘못된 것입니다.' | ” |

1845년 줄은 케임브리지에서 열렸던 British Association meeting에서 열의 역학적 평형이라는 논문을 발표하였다. 이 논문에서 그의 가장 유명한 실험이 발표되었다. 그 실험은 무게를 가진 물체가 떨어지면서 발생한 일로 절연된 물통 안의 외륜이 돌면서 물의 온도를 증가시키는 실험이었다. 즉, 일이 열로 변환될 수 있음을 보인 것이다. 그는 이로 819 ft·lbf/Btu (4.41 J/cal)의 열의 일당량을 근사하였다. 이후 1850년에는 더욱 정밀한 실험으로 20세기의 근삿값과 가까운 72.692 ft·lbf/Btu (4.159 J/cal)의 값을 측정하였다.

## 줄의 법칙
제임스 프레스콧 줄의 이름을 딴 줄의 법칙은 도체에 전류가 흐를 때, 이상 기체에서의 압력, 부피, 온도에 의존하는 에너지와 전류에 의해 생성된 열에 관한 법칙이다. 줄 효과라고 알려진 줄의 제 1법칙은 도체에 전류가 흐를 때 생성되는 열에 대해 표현한 물리적인 법칙이다. 줄은 이 법칙을 1840년에 발견하였는데 이는 다음과 같다:
{\displaystyle Q=I^{2}Rt} (Q: 열량[J], I: 전류의 세기[A], R: 도체의 전기저항[Ω], t: 전류가 흐르는 시간[s])
줄의 제 1법칙은 줄-렌츠 법칙으로도 불리는데 이는 후에 하인리히 렌츠가 독립적으로 발견했기 때문이다. 도체에 전류가 흐를 때의 열 효과는 줄 열이라고도 불린다.
줄의 제 2법칙은 이상기체에서 내부 에너지는 그 기체의 부피와 압력과는 관계가 없고, 온도에만 의존한다는 것이다.

## 수용과 우선권
우선권에 대한 메이어와의 논쟁에 앞서 열의 역학적 평형의 우선권을 살펴보아야 한다.
초기 줄의 연구에 대한 반대는 대부분은 연구의 극도로 정확한 측정의 의존에서 기인했다. 그는 200분의 1 화씨(3mK)까지 온도를 측정할 수 있다고 주장하였다. 이러한 정확도는 당시 실험 물리에서는 매우 흔치않은 일이었으나 그를 의심하는 사람들은 양조 예술에 대한 실험과 그의 실용적 기술에 대한 시도를 부정하였다.
줄은 또한 과학적 실험장치 제조자인 존 벤저민 댄서로부터 지지를 받았다.
그러나 독일에서 헬름홀츠가 줄의 연구가 1842년 줄리어츠 로버트 폰 베이어의 연구와 매우 유사함을 알아냈다. 그들 각각의 출판물은 모두 부정되었지만 1847년 헬름홀츠가 열의 보존에 대해 최종적으로 선언하면서 다시 재조명되었다.
더불어 1847년, 옥스퍼드 영국협회에서는 또 다른 줄의 발표가 조지 가브리엘 tm토크, 마이클 패러데이, 조숙한 글라스고우 대학의 자연철학 교수로 임명받고 후일 켈빈경이 될 윌리엄 톰슨에 의해 개최되었다. 스토크는 줄에게 기울었으나 패러데이는 의심을 가지고 반대를 하였다. 톰슨은 그의 연구에 흥미를 가졌지만 회의적이었다.
그러나 뜻밖에도 톰슨과 줄은 그해 샤모니(프랑스 남동부의 소도시)에서 만났다. 줄은 아멜리에 그림스와 8월 18일에 결혼하여 신혼여행을 떠났다. 호전적인 열의에도 불구하고 줄과 톰슨은 며칠 뒤에 이미 비실용적이라 증명된 살랑쉬 폭포의 상단부와 하단부의 온도차를 측정하는 실험을 시도하였다.
톰슨은 줄의 결과가 이론적 설명을 요구한다고 느꼈다. 1848년 톰슨은 절대 온도의 설명에서 다음과 같이 언급했다.
“역학적 효과에 의한 열의 전환은 아마 불가능할 것이다.”
그리나 각주에서 줄의 “아주 놀라운 발견”을 언급하며 칼로릭 이론에 대한 첫 의구심을 나타낸다. 놀랍게도 톰슨은 줄에게 그의 논문을 보내지 않았으나 줄이 결국 그것을 읽게 되었을 때 그는 10월 6일 톰슨에게 그의 연구가 열이 일로 전환됨을 보였다고 주장하였으나 그는 이미 다음 실험을 계획하고 있었다. 톰슨은 27일 그가 자신만의 실험을 계획하고 있으며 그들의 두 시각의 중재를 희망하고 있다고 대답하였다. 톰슨은 새 실험을 준비하지 않았으나, 다음 이년동안은 카르노 이론에 불만족하고 줄에게 확신을 가지게 되었다.
톰슨은 1851년 자신의 논문에서 타협이상으로 가길 원치 않으며 다음과 같이 선언했다.
“열의 원동력에 대한 모든 이론은 줄과 카르노와 클라우지우스의 두 제안에 기초한다.”
줄은 논문을 읽자마자 톰슨에게 그의 코멘트와 질문을 써서 보냈다. 줄은 실험을 하고 톰슨은 결과를 분석하여 다른 실험을 제시하는 식의 글로서 지속되는 두 학자 사이의 관계가 시작되었다. 이 협력은 1852년부터 1856년까지 지속되었고, 줄-톰슨 효과를 발견하고 줄의 업적과 운동학 이론에 대해 일반적 수용을 가능케 했다.

### 줄 톰슨 효과
압축한 기체를 단열된 좁은 통로를 통해 빠져나가게 하면 빠져나가기 전후의 기체의 엔탈피는 같게 된다. 이 과정에서 온도변화는 생기지 않지만, 실제 기체의 경우는 분자 간 상호작용이 있기 때문에 온도 변화가 생긴다. 이를 줄-톰슨 효과라고 한다,
이 효과는 헬륨 등의 기체 냉각이나 액화, 에어컨이나 냉장고 등 냉매의 냉각에 널리 사용되고 있다. 최근에는 소형 줄-톰슨 냉각 장치들이 개발되어 고압 실린더의 기체를 직접 사용하고 유리판에 구멍을 내거나 가는 관을 통해 공기 중으로 기체를 배출시키는 방법으로 80K 정도의 저온을 쉽게 얻고 있다.

## 운동론
운동학은 움직임에 대한 과학이라고 할 수 있다. 줄은 16세 때 존 돌턴으로부터 화학과 물리학을 교육받았기 때문에 원자설에 대한 믿음을 가지고 있었다. 그렇기에 그는 기체 분자 운동론에서 존 헤라패스의 이론에 대해 수용적인 자세를 가지는 몇 안 되는 과학자이기도 하였다.
그는 곧 이어트의 1813년도 논문인 On the measure of moving force에 더 깊은 영향을 받았다. 줄은 그의 연구와 열의 분자 운동론 사이에 관계가 있다는 것을 감지했다. 실제로 그의 연구노트를 보면 그가 회전의 형태가 아닌 병진 운동의 모양으로 열이 이루어져있다고 믿었음을 확인할 수 있다.
줄은 그가 가지고 있는 사상과 신념으로는 프랜시스 베이컨, 아이작 뉴턴, 존 로크, 벤저민 톰프슨 (럼퍼드 백작)과 험프리 데이비의 선례를 받아들일 수 없었다. 비록 이러한 그들의 견해들이 인정되었지만 줄은 럼퍼드 실험에서 1034 풋-파운드의 열의 일당량의 값을 찾고자 하였다. 현대에는 이러한 줄의 럼퍼드 실험에 기반한 접근이 정량적으로 의미가 없다고 비판하기도 한다.
1869년 줄은 녹색 섬광 현상 논문으로 맨체스터 문학철학회에서 인정받게 된다.

## 사후
줄은 세일에 위치한 집에서 생을 마감하였고 그곳의 부르크랜드 공동묘지에 묻혔다. 그의 묘비에는 숫자 772.55가 새겨져있다.

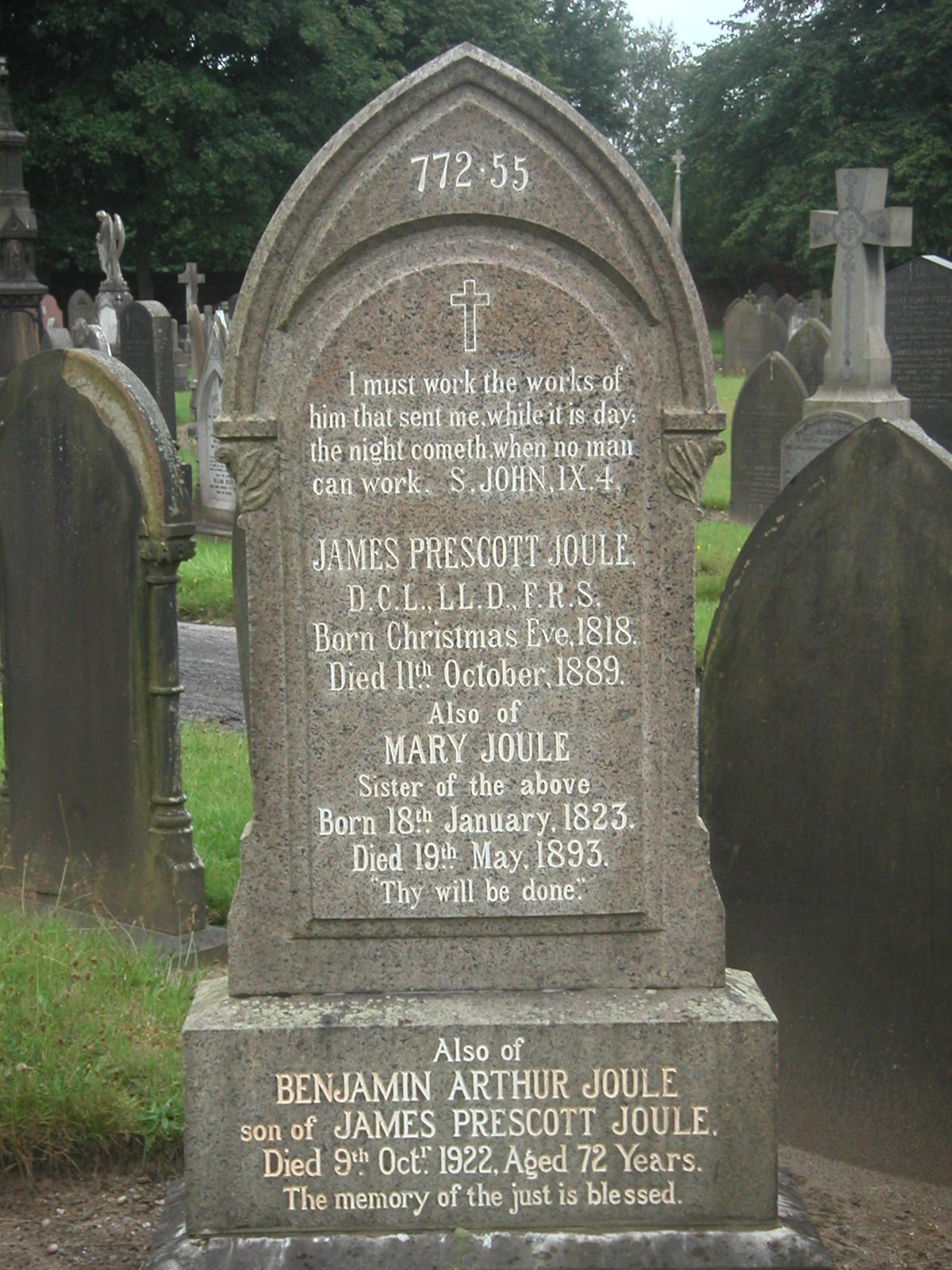
부르크랜드 공동묘지의 줄의 묘비

이 숫자는 1878년 그는 절정에서 1파운드의 물의 온도를 60에서 61F로 올리는 데에 ‘’풋파운드‘’만큼의 일이 해수면에서 일어나야 함을 밝힌 열의 역학적 평형에 대한 측정을 의미한다.
묘비에는 또한 요한 복음의 인용이 있다.
“때가 아직 낮이매 나를 보내신 이의 일을 우리가 하여야 하리라 밤이 오리니 그때는 아무도 일할 수 없느니라.(요한복음 9:4)”
그가 생을 마감한 세일에 위치한 웨더스푼 퍼블릭 하우스는 줄의 이름을 땄을 수도 있으나, 양조업을 했던 그의 가문의 이름으로부터 유래되었을 수도 있다. (더 많은 자료는 ‘’joulesbrewery.co.uk‘’를 참조)
- Royal Society, (1850)의 회원;
  - Royal Medal, (1852)
  - Copley Medal (1870);
- Manchester Literary and Philosophical Society, (1860)의 의장;
- British Association for the Advancement of Science, (1872, 1887)의 의장;
- Institution of Engineers and Shipbuilders in Scotland[1], (1857) 명예회원;
- 학위:
  - LL.D., Trinity College Dublin, (1857);
  - DCL, University of Oxford, (1860);
  - LL.D., University of Edinburgh, (1871).
- 1878년 그의 과학에 대한 업적으로 연간 왕실 비용 중 £200을 받는다;
- Albert Medal of the Royal Society of Arts, (1880).
- 그는 몇몇의 태생 지역과는 달리 웨스트미니스터 어메이에 묻히지 않았지만 그곳의 북쪽 성가대 통로에 그의 기념비가 세워져있다.
- A statue by Alfred Gilbert, stands in Manchester Town Hall, opposite that of Dalton.

## 읽을 거리
- 제임스 프레스콧 줄 (1963) The Scientific Papers of James Prescott Joule. London: Dawsons of Pall Mall.

## 같이 보기
- 잠열
- 현열
- 내부 에너지

## 참고 문헌
- J. T.보톰레이 (1882). "James Prescott Joule". Nature 26 (678): 617–620. Bibcode 1882Natur..26..617B. doi:10.1038/026617a0.
- D. S. L. 카드웰(1991). James Joule: A Biography. Manchester college Press. ISBN 0-7190-3479-5.
- J.포레스터 (1975). "Chemistry and the Conservation of Energy: The Work of James Prescott Joule". Studies in the History and Philosophy of Science 6 (4): 273–313. doi:10.1016/0039-3681(75)90025-4.
- R.폭스 "James Prescott Joule, 1818–1889", in North, J. (1969). Mid-nineteenth-century scientists. Elsevier. pp. 72–103. ISBN 0-7190-3479-5.
- 오스본 레이놀드 (1892). Memoir of James Prescott Joule. Manchester, England: Manchester Literary and Philosophical Society. http://books.google.com/?id=Zs93x6asUPgC&pg=PA154&dq=joule. Retrieved 15 March 2008.
- H. O. 시붐 (1995). "Reworking the mechanical value of heat: instruments of precision and gestures of accuracy in early Victorian England". Studies in History and Philosophy of Science 26: 73–106. doi:10.1016/0039-3681(94)00036-9.
- Smith, C. (1998). The Science of Energy: A Cultural History of Energy Physics in Victorian Britain. London: Heinemann. ISBN 0-485-11431-3.
- 스미스 크로스비 (2004), "Joule, James Prescott", Oxford Dictionary of National Biography 웹사이트 참조 (구독 또는 UK public library membership 필요), http://dx.doi.org/10.1093/ref:odnb/15139. 이 문서의 첫 번째 판은 위키 기사에서 이용가능하다: "Joule, James Prescott". Dictionary of National Biography. London: Smith, Elder &Co. 1885–1900.
- C.스미스 &M.N.와이즈 (1989). Energy and Empire: A Biographical Study of Lord Kelvin. Cambridge University Press. ISBN 0-521-26173-2.
- H.J 스테판스. (1979). James Prescott Joule and the Concept of Energy. Watson. ISBN 0-88202-170-2.
- 제임스 워커 (1950). Physics 4th Edition. Pearson. ISBN 978-0-321-54163-5.
- 존 그리빈(2004). 사람이 알아야 할 모든 것 과학.들녘. ISBN 89-7527-452-7.
- 피터 하만(2000). 에너지, 힘, 물질-19세기의 물리학. 성우. ISBN 89-88950-19-4